# Die Quiz Show
Die Quiz Show est un jeu télévisé du genre du quiz, diffusé sur Sat.1 de 2000 à 2004.
Il s'agit de l'adaptation allemande du jeu américain It's Your Chance of a Lifetime.

## Règles
Il n'y a pas de paliers de gains comme dans Wer wird Millionär?. Avant chaque question, une quantité de l'argent déjà gagné est mise en jeu. Si le candidat a la réponse, il gagne en plus la quantité d'argent misé et peut continuer à jouer. S'il donne une réponse fausse, il perd la somme misée et part avec l'argent gagné qui lui reste. Idéalement, au bout de dix questions, on peut remporter 256 000 euros.
Le candidat doit choisir s'il veut continuer à jouer ou non avant chaque question. Afin de faciliter sa décision, le présentateur annonce la catégorie avant la mise. Il ne peut pas partir après. À chaque question, le nombre de réponses prédéfinies augmente.
En joker, le candidat peut échanger une question contre une catégorie de son choix.

## Source de la traduction
- (de) Cet article est partiellement ou en totalité issu de l’article de Wikipédia en allemand intitulé « Die Quiz Show » (voir la liste des auteurs).